# Soroban
El soroban (算盤, そろばん, bandeja para contar?) o ábaco japonés es un instrumento centenario utilizado por algunas culturas orientales para efectuar operaciones básicas de la aritmética. Su diseño se desarrolló en Japón basándose en el Suanpan chino, que fue introducido en el país en el siglo XIV. Con este elemento se logra inculcar el hábito de la deducción basado en la observación, ejercitar el hábito de la buena memoria recordando datos eficientemente, razonar de múltiples maneras de forma simultánea, desarrollar habilidad mental sobre el cálculo numérico y mejorar la psicomotricidad dactilar.

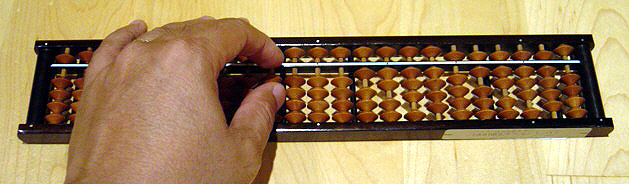

Con un manejo habitual, permanente, persistente y disciplinado se puede lograr una eficiencia y velocidad de cálculo muy notable, logrando superar al uso manual de una calculadora digital de bolsillo. Está pensado para poder ser usado por estudiantes en formación desde los 6 años, personas dedicadas a los negocios comprometidos con el manejo de los números, como contables o comerciantes, e incluso para mantener la mente lúcida y productiva en personas de edad avanzada.
En las escuelas de Japón se utiliza este instrumento en la actualidad. El ábaco japonés está compuesto por cuatro cuentas en la parte inferior de cada varilla y una en la parte superior. En 1946 en la capital de Japón (Tokio) se realizó una competencia de cálculo entre un calculista con soroban y otro con calculadora y ganó el calculista con soroban.